# Industries iraniennes de l'électronique
Les industries iraniennes de l'électronique, ou Industries électroniques intégrées – en  persan : صنایع الکترونیک ایران (Sana-ey Electronik-e Iran) ; et persan : صاایران) sont une compagnie publique constituant une des branches de l'Organisation des industries de défense de l'Iran. Elle intervient dans le milieu de l'électronique, de l'optique, des communications, des ordinateurs et semi-conducteurs,,.

## Sources
- (en) Cet article est partiellement ou en totalité issu de l’article de Wikipédia en anglais intitulé « Iran Electronics Industries » (voir la liste des auteurs).